# Lorenz Schöfbeck
Lorenz Schöfbeck (* 8. Jänner 1901 in Eibesthal; † 14. August 1977 in Eisenstadt) war ein österreichischer Politiker (SPÖ) und Glasermeister. Schöfbeck war verheiratet und  vertrat die SPÖ von 1945 bis 1949 im Burgenländischen Landtag.
Schöfbeck wurde als Sohn des Landwirts Johann Schöfbeck aus Eibesthal geboren und besuchte die Volksschule in Eibesthal. Danach ließ er sich an der Gewerbeschule weiterbilden und erlernte den Beruf des Glasermeisters. Er arbeitete in Mistelbach und Wien und übersiedelte 1924 nach Eisenstadt, wo er 1928 einen Betrieb eröffnete. Schöfbeck diente zudem von 1940 bis 1944 in der Wehrmacht. 1964 ging er in den Ruhestand.
Schöfbeck war bereits in der Zwischenkriegszeit Mitglied der Sozialdemokratischen Partei geworden und war ab 1945 in der SPÖ aktiv. Er wirkte von 1945 bis 1948 als Vizebürgermeister in Eisenstadt und war ab 1946 Landesobmann des Freien Wirtschaftsverbandes sowie Obmann-Stellvertreter der Sektion Gewerbe der Burgenländischen Handelskammer. Zwischen dem 13. Dezember 1945 und dem 8. Oktober 1949 vertrat er die SPÖ im Burgenländischen Landtag.